# Not Gonna Get Us
Not Gonna Get Us (dt. [Sie] werden uns nicht kriegen) ist ein Lied der russischen Band t.A.T.u. aus dem Jahr 2002. Es war auf ihrem ersten englischsprachigen Studioalbum 200 km/h in the Wrong Lane enthalten und wurde aus diesem als zweite Single im Februar 2003 ausgekoppelt.

## Produktion
Not Gonna Get Us ist die englischsprachige Version des Songs Nas ne dogonjat, der bereits 2001 veröffentlicht wurde und in Russland und Osteuropa großen Erfolg hatte. Da man der Band durchaus das Potenzial zuschrieb, auch auf den westlichen Musikmärkten wie Europa und Nordamerika erfolgreich zu sein, begannen im Januar 2002 die Aufnahmen eines englischsprachigen Albums mit dem Titel 200 km/h in the Wrong Lane. Dazu wurde das Lied ins Englische übersetzt und der Sound teilweise überarbeitet, um ihn besser auf den westlichen Musikmarkt zuzuschneiden. Der Liedtext des russischen Originals war von Jelena Kiper, Sergio Galoyan und Waleri Poljenko verfasst worden, und wurde von Trevor Horn auf die englische Version übertragen. Sergio Galoyan zeichnet darüber hinaus auch verantwortlich für die Komposition.

## Veröffentlichung und Erfolg
In Russland, der Europäischen Union und den Vereinigten Staaten wurde die Single am 5. Mai 2003 veröffentlicht, in Japan am 11. Juni.
Mit Not Gonna Get Us konnte das Duo zwar nicht an die Erfolge der ersten Singleauskopplung All the Things She Said anknüpfen, erreichte aber die Top 10 der Hitparaden in Ländern wie Italien, Großbritannien und Mexiko. In ihrer Heimat Russland war Not Gonna Get Us t.A.T.u.s letzter Nummer-eins-Hit, obwohl sie in den folgenden Jahren mehrfach die Spitzenposition in den Album-Charts belegten. In Deutschland erreichte das Lied Platz 15 der Single-Charts und hielt sich in diesen neun Wochen lang. In Japan schlug sich das Lied schlechter als erwartet und schaffte es lediglich auf Platz zwei der Single-Charts, in denen es insgesamt 15 Wochen lang verweilte. In Australien wurde Not Gonna Get Us mit einer Goldenen Schallplatte für über 35.000 verkaufte Singles ausgezeichnet.
In den Vereinigten Staaten erschien Not Gonna Get Us nur als Promo-Single und erreichte keine Chartplatzierung in den Billboard Hot 100. Sehr erfolgreich war hingegen ein von Dave Audé angefertigter Remix des Liedes, der als Dave Audé Extension 119 Club Vocal Mix auf den Promo-Singles enthalten ist und Platz eins der US Dance/Club Charts erreichte. t.A.T.u. sind die erste und bis heute einzige russische Band, denen das Erreichen der Spitzenposition der US Dance/Club Charts gelungen ist.
Im Dezember 2005 zeichnete die BMI Iwan Schapowalow und Jelena Kiper mit dem BMI Pop Award aus. Die BMI ehrt mit diesem Preis alljährlich die erfolgreichsten Musikproduzenten und Songwriter. Schätzungsweise wurde Not Gonna Get Us im Jahre 2003 weltweit rund eine halbe Million Mal im Radio gespielt.

## Soundtrack
Not Gonna Get Us gehört zum Soundtrack des Films The Code – Vertraue keinem Dieb aus dem Jahr 2009. Er wird zum Schluss des Filmes und beim Abspann gespielt. Auch die russischsprachige Version Nas ne dogonjat taucht in dem Film auf, jedoch in einer inoffiziellen Remixversion.

## Musikvideo
Das Musikvideo zum Lied beginnt mit Großaufnahmen Wolkowas und Katinas, die sich auf einem abgeriegelten Militärflugfeld befinden und vor etwas oder jemandem zu flüchten scheinen. Sie besteigen einen Tanklaster, durchbrechen die Absperrungen und fahren auf einer leeren Straße durch die sibirische Winterlandschaft. Dabei überfahren sie einen Straßenarbeiter, der durch Iwan Schapowalow, Manager und Produzent der Gruppe, verkörpert wird. Der Rest des Videos besteht aus Aufnahmen der beiden Sängerinnen in und auf der Fahrerkabine sowie vom Truck selbst. Unterbrochen wird das Video von eingeblendeten Kindheitsfotos. Am Ende sieht man den Lastwagen in die Ferne rasen, Katina und Wolkowa stehen eng umschlungen auf der Fahrerkabine. Die zum Lied gehörenden Remixvideos enthalten darüber hinaus noch weitere Szenen und zeigen Wolkowa und Katina beispielsweise zusammengekettet auf der Straße stehend.
Jelena Kiper erklärte in einem 2011 geführten Zeitungsinterview, die Handlung von Not Gonna Get Us knüpfe an die von All the Things She Said an. In All the Things She Said wird gezeigt, wie sehr die beiden jungen Mädchen einander lieben, gleichzeitig aber von ihren Mitmenschen nicht verstanden oder deswegen gar abgelehnt werden. In Not Gonna Get Us lassen die beiden Protagonistinnen all dies schließlich hinter sich und fliehen vor jenen, die ihre Liebe nicht zulassen wollen.
Das Musikvideo zu Not Gonna Get Us ist nahezu identisch mit dem zur russischen Version Nas ne dogonjat, lediglich die Lippensynchronisation wurde verändert und der Ton mit der englischen Version des Liedes überspielt. Als Regisseur war bei beiden Versionen Iwan Schapowalow tätig. Auf den europäischen Musiksendern erreichte das Musikvideo hohe Sendewerte, beispielsweise in Großbritannien und Deutschland.

## Rezeption

### Rezensionen
Viele Musikkritiker lobten die Breakbeats zu Beginn des Songs, häufig kritisiert wurden aber die angeblich am Computer in ihrer Tonhöhe veränderten Stimmen der beiden Sängerinnen.
In der britischen Sendung Music Week wurde Not Gonna Get Us als „glänzender und funkelnder Pop“ bezeichnet, der gute Chancen habe den Erfolg von All the Things She Said fortzuführen. Der Refrain sei „wunderbar mürrisch“, gehe aber nicht auf die Nerven.
Das Onlineportal StarOnline äußerte sich ebenfalls weitgehend positiv. Not Gonna Get Us sei frisch, leicht und akzentuiert und darüber hinaus mit einigen anständigen Sound-Effekten versehen.
t.A.T.u. wurden 2003 für den Song bei den MTV Europe Music Awards als „Best Russian Act“ nominiert. Pitchfork listete den Titel auf Rang 33 der besten Singles des Jahres 2003 und bezeichnete ihn als das wohl beste Liebeslied des Jahres.

### Charts und Chartplatzierungen
| ChartsChartplatzierungen     | Höchstplatzierung | Wochen |
| ---------------------------- | ----------------- | ------ |
| Deutschland (GfK)            | 15 (9 Wo.)        | 9      |
| Österreich (Ö3)              | 5 (16 Wo.)        | 16     |
| Schweiz (IFPI)               | 18 (18 Wo.)       | 18     |
| Vereinigtes Königreich (OCC) | 7 (13 Wo.)        | 13     |

| ChartsJahrescharts (2003)    | Platzierung |
| ---------------------------- | ----------- |
| Österreich (Ö3)              | 49          |
| Vereinigtes Königreich (OCC) | 166         |